# USS Bruce (DD-329)
Za druga plovila z istim imenom glejte USS Bruce.
USS Bruce (DD-329) je bil rušilec razreda Clemson v sestavi Vojne mornarice Združenih držav Amerike.
Rušilec je bil poimenovan po pomorskem častniku Franku Brucu.

## Zgodovina
V skladu s Londonskim sporazumom o pomorski razorožitvi je bil rušilec 1. maja 1930 izvzet iz aktivne službe in bil avgusta 1932 prodan kot staro železo.